# Obi (Benue)
Obi è una città della Repubblica Federale della Nigeria appartenente allo Stato di Benue. È capoluogo dell'omonima area a governo locale (local government area) che conta una popolazione di 98.855 abitanti.